# Armissan
Armissan – miejscowość i gmina we Francji, w regionie Oksytania, w departamencie Aude. Gmina znajduje się na terenie Parku Regionalnego Narbonnaise en Méditerranée. W 2013 roku jej populacja wynosiła 1579 mieszkańców. 

## Zabytki
Zabytki w Armissan posiadające status Monument historique:
- Ruiny kościoła Saint-Pierre